# 猶他州聖喬治聖殿
聖喬治猶他聖殿（St. George Utah Temple）是位於猶他州西南部的一座耶穌基督後期聖徒教會的聖殿。聖喬治猶他聖殿是耶穌基督後期聖徒教會在諾伍聖殿之後修建的第一座聖殿，設計者是Truman O. Angell，建築面積110,000平方英尺（10,200平方）。該聖殿目前有3個教儀室和18個印證室。 猶他聖喬治聖殿是教會的聖徒可以在這裡為祖先執行所有聖殿教儀的第一座聖殿。

## 聖殿歷史
當時教會總會會長楊百翰（Brigham Young）於1871年11月9日宣佈在聖喬治建造一座聖殿，並於1877年投入使用。即使鹽湖城聖殿早在幾年前（1847年和1853年）就已經宣布並開始建造，但該聖殿的建造直到1893年才完工。聖喬治聖殿的建造是為了滿足教會的即時需要，以提供舉行適當的聖殿儀式和教儀的地點。 由於迫切需要，該建築的奠基儀式在宣布聖殿的那一天進行。 這是教會完成的第三座聖殿，也是猶他州的第一座。
楊會長選擇了一塊6英畝（2.4公頃）的土地作為聖殿遺址。工人很快發現，所選地點被眾多地下溪流淹沒。向楊會長建議了選另外的位置，但他仍然堅決認為這是聖殿的所在地。為了應對沼澤地，工人創造了排水溝，以消除盡可能多的水。然後，他們將噴出岩帶到現場，並將其壓碎成碎石，為聖殿建造了乾燥的基礎。這導致了一個新的問題：如何粉碎岩石。有人建議使用該城市已獲得的一門舊加農炮。舊加農炮是法國製造的，拿破崙在圍攻莫斯科時使用。但是，在拿破崙匆忙撤退期間，大砲被拋在了後面。後來被拖到西伯利亞，再到阿拉斯加，最後到了加利福尼亞的一個堡壘。摩爾門大隊的士兵購買了加農炮，將其安裝在車輪上，並將其帶到猶他州。今天，舊大砲被陳列在聖喬治聖殿的場地上。在創建滑輪系統後，將大砲用作打樁機，以壓實熔岩和大地，並奠定堅實的基礎。
在穩定基礎之後，就開始了結構的工作。聖殿的牆壁是用該地區常見的紅色砂岩建造的，然後塗上白色油漆。當地的教會成員花了五年半的時間來完成這座聖殿。歷史學家詹姆斯·艾倫（James Allen）和格倫·倫納德（Glen Leonard）注意到了在猶他州南部的先驅們所表現出的奉獻精神。工人們開了新的採石場，砍伐，拖運和刨光木材，並在十分之一的一天內捐出了什一奉獻。一些成員將工資的一半捐獻給了聖殿，而其他成員則提供了食物，衣物和其他物品，以幫助那些全職在建築物上工作的人。婦女們用手工的碎布地毯裝飾走廊，並用猶他州生產的絲綢為祭壇和講壇製作條紋。它最初是由兩個大會堂設計的，例如早期的嘉德蘭和諾伍聖殿。下層大會堂用窗簾隔開，為恩道門儀式提供了教儀室。在完工時，它包含了1百萬板英尺（2,000立方公尺）的木材，這些木材經過手工砍伐並拖運了40至80英里（60至100公里）。他們還使用了17000噸（15000公噸）手工切割並由子隊拖運的噴出岩和砂岩。
為了慶祝這座聖殿的完工，教會於1877年4月進行了總會大會。 聖殿的奉獻儀式於1877年4月6日進行。楊會長主持會議，他的第一諮理但以理·威爾斯會長（Daniel H. Wells）進行了奉獻祈禱。 在楊百翰擔任教會總會會長期間，聖喬治聖殿是唯一竣工的聖殿。 在奉獻和會議結束後不久，楊會長回到鹽湖城，於1877年8月29日去世，享年76歲。
1938年，下層大會堂改建為永久性牆壁，將其劃分為四個教儀室。 後來，這四個房間被改為現在的三個房間，當時恩道門儀式從現場演示變成了電影上的演示。 雷擊後，沖天爐於1883年被更換。1917年，1938年和1975年進行了翻新。在1970年代，聖殿一度關閉進行整修，而當時教會縂會會長賓塞·甘（Spencer W. Kimball）於1975年11月11日對其進行了重新奉獻。。
按照耶穌基督後期聖徒教會在2019年1月25日宣布的那樣，該聖殿於2019年11月4日關門，以再進行裝修，預計於2022年完成。有關裝修的詳細信息已於2019年5月22日提供，其他內容包括將在東側增加一個新的新娘廣場，在南側增加一個新的洗禮室入口，在聖殿的原始木桁架中增加鋼材， 以及新的加熱和冷卻系統。拆遷人員於2020年2月拆除了20世紀聖殿北側和西側的附加物。

## 外部連結
- Official St. George Utah Temple page （页面存档备份，存于）
- St. George Utah Temple Page （页面存档备份，存于） at LDSChurchTemples.com
- St. George Utah Temple Page